# 賀島政重
賀島 政重（かしま まさしげ）は、安土桃山時代から江戸時代前期にかけての武将。阿波徳島藩家老賀島家3代当主。父は蜂須賀家家老・賀島政慶。母は稲田植元の娘。正室は山崎正冬の娘。子は賀島重玄、賀島冬知、林貞恒。幼名は長熊。通称は細山長門、河内、越後、主水。

## 生涯
慶長3年（1598年）、細山政慶（賀島政慶）の子として阿波富岡城に生まれる。慶長5年（1600年）、関ヶ原の戦いの際には大坂城で証人（人質）を務めた。慶長19年（1614年）、大坂冬の陣、慶長20年（1615年）、大坂夏の陣に出陣する。
元和2年（1616年）、賀島に復姓する。元和5年（1619年）福島正則改易の際に、父と共に広島城受け取りの御先手を務める。寛永4年（1627年）、父の死去により家督相続し、蜂須賀家家老を務めた。
寛永15年（1638年）、江戸幕府の一国一城令により富岡城を破却する。正保4年（1647年）、蜂須賀家が田安門普請を命じられ、その監督を務める。その際に普請視察の将軍徳川家光に拝謁する。万治3年（1660年）11月1日、死去。享年63。家督は嫡男の重玄が相続した。

## 系譜
- 父：賀島政慶
- 母：稲田植元の娘
- 正室：山崎正冬の娘
- 息子：賀島重玄
- 息子：賀島冬知
- 息子：林貞恒